# Ctenosaura hemilopha
Ctenosaura hemilopha är en ödleart som beskrevs av Cope 1863. Ctenosaura hemilopha ingår i släktet Ctenosaura och familjen leguaner.
Arten förekommer i nordvästra Mexiko, inklusive på halvön Baja California samt på öar i Californiaviken.

## Underarter
Arten delas in i följande underarter:
- C. h. hemilopha
- C. h. conspicuosa
- C. h. interrupta
- C. h. macrolopha
- C. h. nolascensis